# Leuggern
Leuggern (schweizertyska: Lüggere) är en ort och kommun i distriktet Zurzach i kantonen Aargau, Schweiz. Kommunen har 2 404 invånare (2023).
Vid byn Felsenau mynnar floden Aare i Rhen.
| Namn         | Folkmängd 29 feb 2020 |
| ------------ | --------------------- |
| Felsenau     | 187                   |
| Leuggern     | 718                   |
| Hettenschwil | 220                   |
| Gippingen    | 856                   |
| Etzwil       | 53                    |
| Schlatt      | 59                    |
| Hagenfirst   | 23                    |
| Fehrenthal   | 28                    |